# 皮什达日奈
皮什达日奈（法語：Puch-d'Agenais，法語發音：[pyʃ daʒ(ə)nɛ]，意为“阿日奈的皮什”）是法国洛特-加龙省的一个市镇，属于内拉克区。

## 地理
皮什达日奈（44°19'43"N, 0°14'36"E）面积23 平方千米，位于法国新阿基坦大区洛特-加龍省，该省份为法国西南部内陆省份，北起多爾多涅省，西接吉倫特省和朗德省，南至热尔省，东临塔恩-加龙省和洛特省。
与皮什达日奈接壤的市镇（或旧市镇、城区）包括：维勒通、达马藏、莫讷尔、拉济梅、圣莱热、圣莱昂、凯朗自由城、莱里茨-蒙卡桑。
皮什达日奈的时区为UTC+01:00、UTC+02:00（夏令时）。

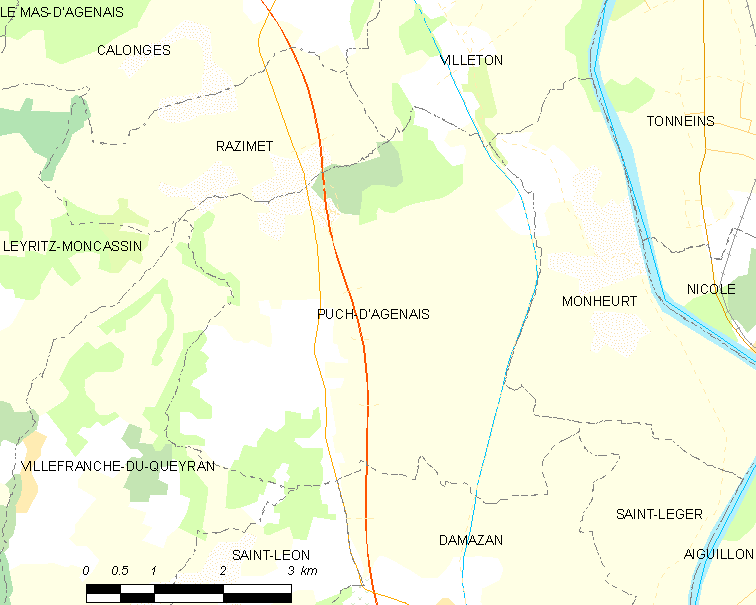
皮什达日奈的OSM定位图

## 行政
皮什达日奈的邮政编码为47160，INSEE市镇编码为47214。

## 政治
皮什达日奈所属的省级选区为拉瓦达克县。

## 人口

1962-2008年间皮什达日奈人口变化图示

皮什达日奈于2022年1月1日时的人口数量为713人。